# Żebry (wieś w powiecie grajewskim)
Żebry – wieś w Polsce położona w województwie podlaskim, w powiecie grajewskim, w gminie Wąsosz. Leży nad Wissą.
Wieś królewska położona była w drugiej połowie XVI wieku w powiecie wąsoskim ziemi wiskiej województwa mazowieckiego. 
Wieś nad rzeką Wissą założona w 1417 r. Książę Janusz I nadał 60 włók zwanych Zawisie z obu brzegami Wissy, Tomaszowi z Wybranowa (powiat łomżyński). Tomasz pochodził z Żebrów w ziemi zakroczymskiej. Po nadaniu ziemi nad Wissą zakłada tu wieś Żebry, zwaną wcześniej Wissą. W latach późniejszych wieś przechodzi w posiadanie książąt mazowieckich. Po roku 1439 obecny właściciel Żeber Stanisław Niecikowski sprzedaje 6 włókowe wójtostwo braciom Mikołajowi i Piotrowi z Gąsewa za 40 kop gr.Książę Władysław zezwolił nowym wójtom zbudować staw i dał wolność łowienia ryb watą i kłonią. W 1474 r. wójtem w Żebrach był Jan z Jaków herbu Dąbrowa. W 1483 r. książę Janusz II zastawił Żebry marszałkowi dworu Zawisza z Kondradźca. W latach 1505–1507 Żebry były w rękach starosty wiskiego Jakuba z Glinek a następnie do 1530 r. posiadał je ksiądz Adam Szczuka. 
Obecnie wieś typowo rolnicza V i VI klasy gleby, licząca ok. 300 mieszkańców mieszcząca się w gm. Wąsosz, pow. grajewski, woj. podlaskie. Żebry należą do parafii Wąsosz. Nazwa rodzinna od miejsca pochodzenia pierwszego jej właściciela Tomasza z Żebrów. 
W latach 1975–1998 miejscowość należała administracyjnie do województwa łomżyńskiego.
Wierni kościoła rzymskokatolickiego należą do parafii Przemienienia Pańskiego w Wąsoszu.